# Scrabster
Scrabster est une petite ville située dans la baie de Thurso dans le Caithness en Écosse. Elle est située à 2,5 km de Thurso, 35 km de Wick et 180 km d'Inverness.
Le port de Scrabster Harbour est un port important pour l'industrie de la pêche écossaise.